# Campyloneurum acrocarpon
Campyloneurum acrocarpon är en stensöteväxtart som beskrevs av Fée. Campyloneurum acrocarpon ingår i släktet Campyloneurum och familjen Polypodiaceae. Inga underarter finns listade.